# Phytomyza fumariacea
Phytomyza fumariacea este o specie de muște din genul Phytomyza, familia Agromyzidae, descrisă de Garg în anul 1971. Conform Catalogue of Life specia Phytomyza fumariacea nu are subspecii cunoscute.